# Fuchsia parviflora
Fuchsia parviflora là một loài thực vật có hoa trong họ Anh thảo chiều. Loài này được Lindl. mô tả khoa học đầu tiên năm 1827.